# Edith Södergranová
Edith Södergranová (4. dubna 1892 Petrohrad – 24. června 1923 Rošino) byla finskošvédská básnířka narozená v Rusku.
Narodila se v bohaté švédské rodině v Petrohradě, ale od mládí žila v převážně finské Raivole v Karélii (dnes Rošino v Leningradské oblasti v Rusku). Básně psala švédsky, ale nebyla ve švédštině nikdy školená a její gramatika byla dosti osobitá. Běžným jazykem komunikace pro ni byla němčina. Její otec zemřel, když jí bylo patnáct. Předtím i poté měla ovšem především silný citový vztah s matkou. Od šestnácti let trpěla tuberkulózou. Léčila se především ve Švýcarsku, ale marně, zemřela na tuto chorobu v 31 letech.
Vydala pět sbírek reflexivní lyriky, v nichž modernisticky experimentovala s formou. Užívala volného verše, který tak do švédské literatury uvedla. Její dílo je někdy řazeno k expresionismu. Ideově měla blízko k feminismu.